# قاو لينغ
قاو لينغ (بالصينية: 高崚) هي لاعبة كرة الريشة صينية، ولدت في 14 مارس 1979 في ووهان في الصين.

## وصلات خارجية
- قاو لينغ على موقع BWF.tournamentsoftware.com (الإنجليزية)
- قاو لينغ على موقع BWFbadminton.com (الإنجليزية)
- قاو لينغ على موقع اللجنة الأولمبية الدولية (الإنجليزية)
- قاو لينغ على موقع أوليمبيديا (الإنجليزية)